# セイコーマート
セイコーマート（英: Seicomart）は、北海道札幌市に本社を置くコンビニエンスストアチェーンである。通称「セコマ」。
ココストアが2016年（平成28年）10月31日に消滅して以降、日本に現存する最も古いコンビニエンスストアチェーンである。
創業者の赤尾昭彦時代から「地域に寄り添う」という考えのもと、大手が撤退した地域にも要請があれば出店している。本部の経営効率を追求し、一点集中で店を増やす「ドミナント戦略」で加盟店に消耗戦を強いる大手とは対照的に「店舗数拡大より、他がマネできないことを」という方針を持つ。北海道の人口減を逆手に取り地域との共生を模索する「地域のこし」、災害時のインフラとしての機能や、限界集落に近い地域ではバス待合所の役割を担うなど、独自の取り組みを行う。
バイオマス素材の配合率を30％にすることでレジ袋の無料配布を継続したり、地域特産の食材の発掘やアイスクリームなどのプライベートブランド商品の充実をはじめ、自社農場や加工工場を持ち、生乳を生産するメーカーの側面も持つなどユニークな経営で知られる。北海道内に約1100店舗で大手を抑えて1位の店舗を持ち、茨城県と埼玉県にも96店舗を展開する（2023年11月末現在）。
「日本版顧客満足度指数（JCSI）」（サービス産業生産性協議会）のコンビニエンスストア部門では、調査を開始した2011年から1年を除いて1位を獲得した。

## 概要
北海道内179市町村（北方領土の6村を除く）のうち175に店舗を持ち、人口カバー率は99%以上。離島の店舗へは毎日船で商品を運び込む。2018年の北海道胆振東部地震の際にも営業を続けて「神対応」と評価された。採算が取れない過疎地へも出店を行うなど、大手コンビニとは一線を画する地域密着路線を歩む。
前身は酒販店で、1960年代後半から1970年代前半にかけて日本でスーパーマーケットチェーンが急成長した時期に、卸売業の丸ヨ西尾で営業担当をしていた赤尾昭彦はこの影響で取引先である個人商店が減少すると予想。存続を考えあぐねた末、1970年頃に雪印乳業の広報誌「スノー」で紹介されていたアメリカのコンビニエンスストアに目を付け活路を見出し、酒店の経営近代化や一括供給を目的としたコンビニ事業の検討を開始。
1971年8月、見よう見まねで札幌市北区北30条西8丁目に1号店である「コンビニエンスストア萩中」を開店する。翌1972年、「サクセス（成功）・マーケットプレイス」の略や、チェーン全体を「成功」させるという意味合いと、初代社長の西尾長光の「西」と「光」、から「セイコーマート」と命名。実質的な創業者は初代取締役本部長であった赤尾である。また、1981年からロゴマークに用いられているフェニックス（不死鳥）のシンボルには「企業の最大の目標は経営を続けること」や、時代の変化に合わせ幾度も生まれ変わる永続性や自己革新への思いを表したものとしており、オレンジのカラーリングは寒冷地の地域特性に合わせ暖かな印象を与える狙いが込められた。
先陣を切ったココストア（現：ファミリーマート）より1か月遅く、後に業界最大手となるセブン-イレブンの日本進出より3年ほど前の出来事である。
1980年代、（株）紅花松田商店（本社　釧路市）が釧路、十勝、根室地方で展開していたコンビニエンスストア「ウイミー」（weme）を経営統合、複数の別会社がフランチャイズ加盟して傘下の酒販店舗をセイコーマートへと転換し、80年代後半には、茨城、埼玉、近畿地方、山陰（京都、滋賀、兵庫、鳥取）へ進出したが、近畿と山陰はすでに撤退し、関東地方の店舗も限定的である。
1995年には、セイコーマートの特色である高品質なオリジナル商品を発売。食料資源が豊富な北海道ならではの商品開発に注力。オリジナル商品があるがゆえに愛される店づくりという発想の元、リテールブランドの基礎となる考え方を研究。当初はナショナルブランドの前で苦戦を強いられたが、素材にこだわった商品を開発を根気強く続けた結果、徐々に客が理解を示し、足を運ぶようになる。この後、生産、仕入れ、製造、物流、小売までの独自のサプライチェーンを構築。
2016年に事業の柱を小売・物流・メーカーの3本にする目的で社名をセイコーマートからセコマに変更。オリジナル商品は現在、全国で販売しており、300以上の取引先があり、沖縄県にもセイコーマートの商品が並ぶ。 50周年記念にユニクロとの共同開発で発売されたエコバッグはヒット商品化し、『セイコーマート FANBOOK』（宝島社）は、SNSで話題となるなどした。
運営及びフランチャイザーは、札幌市中央区に本社を置く株式会社セコマが担っていたが、2017年11月1日にセコマの子会社として設立した株式会社セイコーマート（2代）に店舗運営及びフランチャイザーを移管し、セコマはグループの統括と資産管理を行う事業持株会社となった。セコマ傘下あるいは業務提携する会社が運営するコンビニエンスストアの屋号に、「ハマナスクラブ」「ハセガワストア」「タイエー」がある。

## チェーンの特徴
セイコーマートは地場の酒販関係者の協同から派生し、大手流通グループのセブン-イレブンと商社が参画するローソンとファミリーマートの3社が寡占する現在の日本のコンビニ業界において、異色の存在である。

### 酒販店からの転業
酒類販売業免許を得にくい全国チェーンに対し、創業当初から主に酒販店からの転業を扱うことで道内の旧産炭地で廃業した酒販店の免許を多く転用し、ほぼ全店で酒類を扱えたことが大きな利点であった。子会社の問屋「セイコーフレッシュフーズ」や日販品や弁当類製造発売部門を分社化した「北燦食品」などの事業別会社でグループを形成し、道内の物流を整備し、マーケティングで他の酒販系チェーンよりも優位に立ち、2006年（平成18年）9月時点で道内のコンビニ店舗数でシェア第1位 である。

### 直営店が主体
直営店が多く、全店舗のうち約80パーセントとなっている。フランチャイズ店舗のロイヤルティーも他のコンビニチェーン（粗利の60パーセント以上）に比べて10パーセント程度に抑えられており、オーナーが高齢化した店舗を直営化することも行っている。

### ドミナント方式の否定
他のチェーンで見られるドミナント戦略（集中出店）については「加盟店の存続の支障となる可能性がある」として基本的に行なわない。24時間営業を行っている店舗は全体の22.8パーセントとなっており、元日休業も2018年には半分以上の店舗で実施されている。また、販売期限が近づいた商品の見切り販売についても各店舗の裁量で行われている。
「お客様のリクエストがあれば、採算度外視で全力で応える」と代表取締役が語る企業姿勢 が道内や他県で高い評価を得て、サービス産業生産性協議会の顧客満足度調査コンビニエンスストア部門で、2010年度は2位、2011年度に道内を基盤とする企業として初めて1位 となり、以後2015年度を除き毎年1位である。

### レジ袋の配布
30％バイオマス原料を使用したレジ袋を採用することで、ルール順守の上で無料配布を継続する。

## 沿革
- 1971年（昭和46年）
  - 8月10日 1号店「コンビニエンスストア萩中」が札幌市北区に開店。
- 1972年（昭和47年）
  - 初のセイコーマートの名称の店鋪「セイコーマート はせべ」開店。
- 1973年（昭和48年）12月
  - 白石区もみじ台に研修室を併置したセイコーマート初の直営店セイコーマートもみじ台店が開店[18]。
- 1974年（昭和49年）
  - 6月14日 丸ヨ西尾の負担金を完済し[8]、株式会社セイコーマート設立[19]。
- 1976年（昭和51年）
  - 1月 全米コンビニエンスストア協会（NACS）に加盟する。
- 1977年（昭和52年）
  - 8月 北海道スパー株式会社設立。
  - 新店舗デザイン「ネオンタイプ」展開開始。
- 1979年（昭和54年）
  - 東部食品株式会社設立。
- 1981年（昭和56年）
  - 5月店舗数が100店到達。
  - 米：CDI社との提携開発による新店舗デザイン「オレンジタイプ」展開開始。
- 1984年（昭和59年）
  - 7月「ネットワークシステム開発株式会社」(現:セイコーシステムエンジニアリング社)を設立。
- 1985年（昭和60年）
  - 東部物流株式会社設立。
  - 店舗数が200店到達。
- 1987年（昭和62年）
  - 埼玉県酒類販売とエリアフランチャイズ契約を結び、「埼玉セイコーマート株式会社」設立。
  - 12月 宮崎商店と合弁で、兵庫セイコーマート設立。
  - 「セイコーマートシステムサービス株式会社」設立。
- 1988年（昭和63年）
  - マミーチェーンとエリアフランチャイズ契約を結ぶ。
  - 新店舗デザイン「88タイプ」展開開始する。
- 1989年（平成元年）
  - 7月1日 マミーチェーンを「茨城セイコーマート株式会社」に社名変更[20]。
  - 11月 滋賀酒販とエリアフランチャイズ契約を結び、近江八幡市に滋賀県1号店を開店。
  - 北海道内の店舗数が300店到達。
  - 本社を現在地に移転。
- 1990年（平成2年）
  - 釧路管内に3店舗が同業他社のウィミーの店舗を転換する形で進出。
- 1991年（平成3年）
  - 7月23日 セイコーリテールサービス株式会社設立。
  - 新店舗デザイン「91タイプ」展開開始する。
  - 釧路管内で展開していた[21] 同業他社「株式会社ウィミー」[22] を買収。
- 1992年（平成4年）
  - 北海道内の店舗数が400店達成。
- 1994年（平成6年）
  - 10月16日 DPE子会社「北菱フォト株式会社」設立。
  - 12月 ホットフード（現 ホットシェフ）1号店を開店（足寄店）。
  - 北海道内の店舗数が500店達成。
  - 東部物流、稚内営業所を設置。道内全域でセンターから2時間以内の配送を実現。
- 1995年（平成7年）
  - 3月1日 「東部食品株式会社」を「セイコーフレッシュフーズ株式会社」に、「東部物流株式会社」を「セイコーグロッサリー株式会社」にそれぞれ社名変更。
  - ホットフード（現 ホットシェフ）の本格展開開始。
  - リテールブランド「セイコーフレッシュ」のアイスクリームを発売開始。
- 1996年（平成8年）
  - アメリカ現地法人「Seico International Trading Company Ltd.」設立。
  - 新店舗デザイン「96タイプ」展開開始。
- 1997年（平成9年）
  - 釧路配送センター稼動。
  - 旭川配送センター稼動。
  - 苫小牧保税倉庫稼動。
- 1998年（平成10年）
  - 1月1日 茨城セイコーマート株式会社を吸収合併。茨城地区事務所へ転換。
  - 9月25日 漬物製造子会社の「有限会社北香」設立。
  - 北海道内の店舗数が700店達成。
- 1999年（平成11年）
  - 函館配送センター稼動。
  - 稚内配送センター稼動。
- 2000年（平成12年）
  - 「セイコーシーフーズプロダクツ」を「株式会社北嶺」に社名変更。
  - 6月1日 セイコーマートクラブカードの展開開始（北海道地区のみ）。
  - 埼玉セイコーマートの加盟店を直轄化。
  - 離島への初出店。利尻町に沓形店、利尻店オープン。
  - 10月16日 DPE子会社「北菱フォト株式会社」設立。
  - 北海道内の店舗数800店達成。
  - ホットシェフ店、100店達成。
- 2001年（平成13年）
  - 4月20日 札幌配送センター稼動。
  - 関東地区の店舗でセイコーマートクラブカードの展開開始。
  - 創業者・西尾長光が第15代札幌商工会議所会頭に就任。
- 2002年（平成14年）
  - 1月1日 丸ヨ西尾とセイコーフレッシュフーズが合併し、「丸ヨ西尾」が発足。
  - 7月22日　三菱商事が発行済み株式の1,2パーセントを取得。
  - 茨城ひたちなか配送センター稼働。
- 2003年（平成15年）
  - 1月24日 京滋セイコーマート（譲渡店舗数28店舗）をファミリーマートに譲渡。
  - 帯広配送センター稼働。
  - 北海道スパーで、セイコーマートクラブカードの展開開始。
  - 新店舗デザイン「03タイプ」展開開始。
  - 9月17日 セイコーマートと北海道スパーが、ファミリーマート、三越、ファミマ・ドット・コムと提携し、三越の歳暮ギフト取次ぎサービスを開始。
- 2004年（平成16年）
  - 1月21日 函館市のハセガワストアと資本業務提携。
  - 4月1日 コンビニATMサービス開始。
  - 5月17日 兵庫セイコーマート（譲渡店舗数11店舗）をファミリーマートに譲渡し、西日本地区から撤退。
  - 「セイコーマートクラブカードプラス」（クレジット機能付クラブカード）の展開開始。
- 2005年（平成17年）
  - 6月16日 札幌市内の10店舗にて、非接触IC決済サービス「QUICPay（クイックペイ）」の試行導入を開始。
  - 10月 土浦配送センター（現 茨城センター）稼動
- 2006年（平成18年）
  - 3月1日 ゆうパックの取次ぎサービス開始。
  - 6月 札幌チルドセンター稼動。
  - 北海道内の店舗数900店達成。
  - ホットシェフ店、300店達成。
  - 9月1日 札幌及び札幌近郊に店舗でQUICPayサービス開始。
- 2007年（平成19年）
  - ホットシェフ店、400店達成。
- 2008年（平成20年）
  - 北海道と「連携と協働に関する包括協定」を締結。
- 2009年（平成21年）
  - 4月1日 「株式会社丸ヨ西尾」が「株式会社セイコーフレッシュフーズ」に社名変更。
  - 9月　土浦配送センターがかすみがうら市に移転、茨城配送センターとして稼動。
  - ホットシェフ店、500店達成。
- 2010年（平成22年）
  - 8月　北広島市大曲にクラブカード景品と消耗品の専用センターが稼動。
  - 10月1日 セイコーマート41店舗で、「銀聯カード」の取扱を開始。
  - 10月1日 関東地区の店舗で電子マネーiD、QUICPayとクレジットカード決済を開始。
  - 10月 石狩市にワイン専用の保税倉庫を開設。
  - 12月25日 北海道内1000店舗目の店舗として、「セイコーマート江別幸町店」開店[8]。
  - ホットシェフ店、600店達成。
- 2011年（平成23年）
  - 6月1日 全店舗で電子マネーEdyの取扱を開始。
  - 11月28日 札幌市内の店舗（295店舗）で電子マネーSAPICA決済の取扱開始。
  - ホットシェフ店、700店達成。
  - 新店舗デザイン「11タイプ」展開開始。
- 2012年（平成24年）
  - 3月26日 全店舗で電子マネーSuica、Kitaca決済の取扱開始。
- 2016年（平成28年）
  - 2月25日 同年4月1日から会社の商号を「セコマ」にし、企業のロゴマーク[注釈 5]も変えると発表。ただし店の屋号・看板などのブランド名は「セイコーマート」のままとなる[23]。
  - 4月1日 同日付で「株式会社セイコーマート」から「株式会社セコマ」に商号変更。
  - 9月1日 北海道スパーの「SPAR」をセイコーフレッシュフーズの「ハマナスクラブ」へ譲渡（北海道スパーとスパー本部の契約満了による）。
- 2017年（平成29年）
  - 7月25日 全店舗で電子マネーWAON決済の取扱開始。
  - 11月1日 小売り事業をセコマから新設される完全子会社「セイコーマート」に移管[24]。
  - 「地域密着のビジネスモデルで「買い物弱者」問題の克服に貢献」の功績により第71回北海道新聞文化賞を受賞[25]。
- 2018年（平成30年）
  - 7月20日 政策発表会で電子マネー「ペコマ」を10月から運用開始と発表[26]。
  - 9月6日 未明に起きた北海道胆振東部地震を受け、被災地支援による物資提供をこの日から実施。
  - 10月1日 電子マネーPecomaの利用開始。
- 2019年（平成31年/令和元年）
  - 2月27日 日産自動車と道内の日産ディーラー7社との災害時における電気自動車からの電力供給に関する協定を締結。
  - 5月21日 三井住友海上と災害時防災活動協力に関する協定を締結し、この日から三井住友海上北海道本部がある札幌MTビル1Fのオフィス内スペースに初の無人店舗を設置した[27]。
- 2020年（令和2年） - 4月1日、創業者の長男である赤尾洋昭副社長が社長に昇格[4]。
- 2021年（令和3年）
  - 新店舗デザイン「最新タイプ」展開開始。
- 2023年（令和5年）
  - 2月　プロ野球団北海道日本ハムファイターズとパートナーシップ契約を締結し、その一環として、全選手・コーチのヘルメットにロゴがプリントされている[28]。
  - 2月 プロサッカークラブ北海道コンサドーレ札幌のオフィシャルパートナーに新規決定され、トレーニングウェアにロゴがプリントされている[29]。

## 商品の特徴
『新鮮で安全な商品を低価格でお客様へご提供する』を基本理念としており、他のコンビニチェーンと比べて、生鮮食品や酒類の品揃えに重点を置いている。

### ワイン
店舗の発祥が酒屋であることからワイン販売に力を入れている。1990年代後半からのソムリエやワインが流行するムーブメント発生以前の1990年代前半に、丸ヨ西尾が輸入発売元となりフランス・イタリアなどから独自に買い付けたワインを店舗で販売している。現在は500円程度の廉価なテーブルワインを中心に数多く取り揃えている。「十勝ワイン トカップ」や「ドン・ペリニヨン」など流通量が比較的少ない他メーカーのワインも取り扱っている。チリやアルゼンチン、ブルガリアなどのワインも多い。

### Secoma
1995年（平成7年）から展開しているリテールブランド（プライベートブランド相当）である。
1995年にセイコーフレッシュの名前でアイスクリームを独自に開発して以来、多彩な品物を次々と販売している。弁当・総菜・おにぎり・サンドイッチといった日配品をはじめ、ソフトドリンク、牛乳、豊富牛乳公社のコーヒー牛乳、鶏卵、青果、精肉、カップ麺などの食品、菓子、ダイマル乳品のアイスクリーム、米、アルコール飲料、雑貨など約1000品となっている。「Fresh，Quality and GoodValue」を商品のコンセプトに、総菜などは原材料から自社生産し、近年はセイコーマートの商品比率の約4割をリテールブランドが占めている。自社で開発した商品から発生する牛乳パックや卵パックなどの廃棄物は自社でリサイクルし、ティッシュペーパーなどを販売している。
商品の多くは株式会社セイコーフレッシュフーズ（旧 丸ヨ西尾）が商品の調達から各店舗までの配送を行っている。2016年（平成28年）4月、社名の変更と同時にセイコーフレッシュもSecomaに名称を変更した。名称変更後は道外を中心としたセイコーマート未進出地域への商品の出荷による北海道ブランド確立と販路拡大を目指している。
函館市に本社を置くコンビニエンスストアチェーンハセガワストアと2004年から業務提携を行っているため、ハセガワストアでもSecomaの商品が販売されている。

### 健康志向メニュー
2017年（平成29年）、北海道循環器病院と共同で心臓病や糖尿病の患者向けのメニューの商品化を開始。第1弾の商品は、低カロリー、低塩分のカレールー。

## ホットシェフ

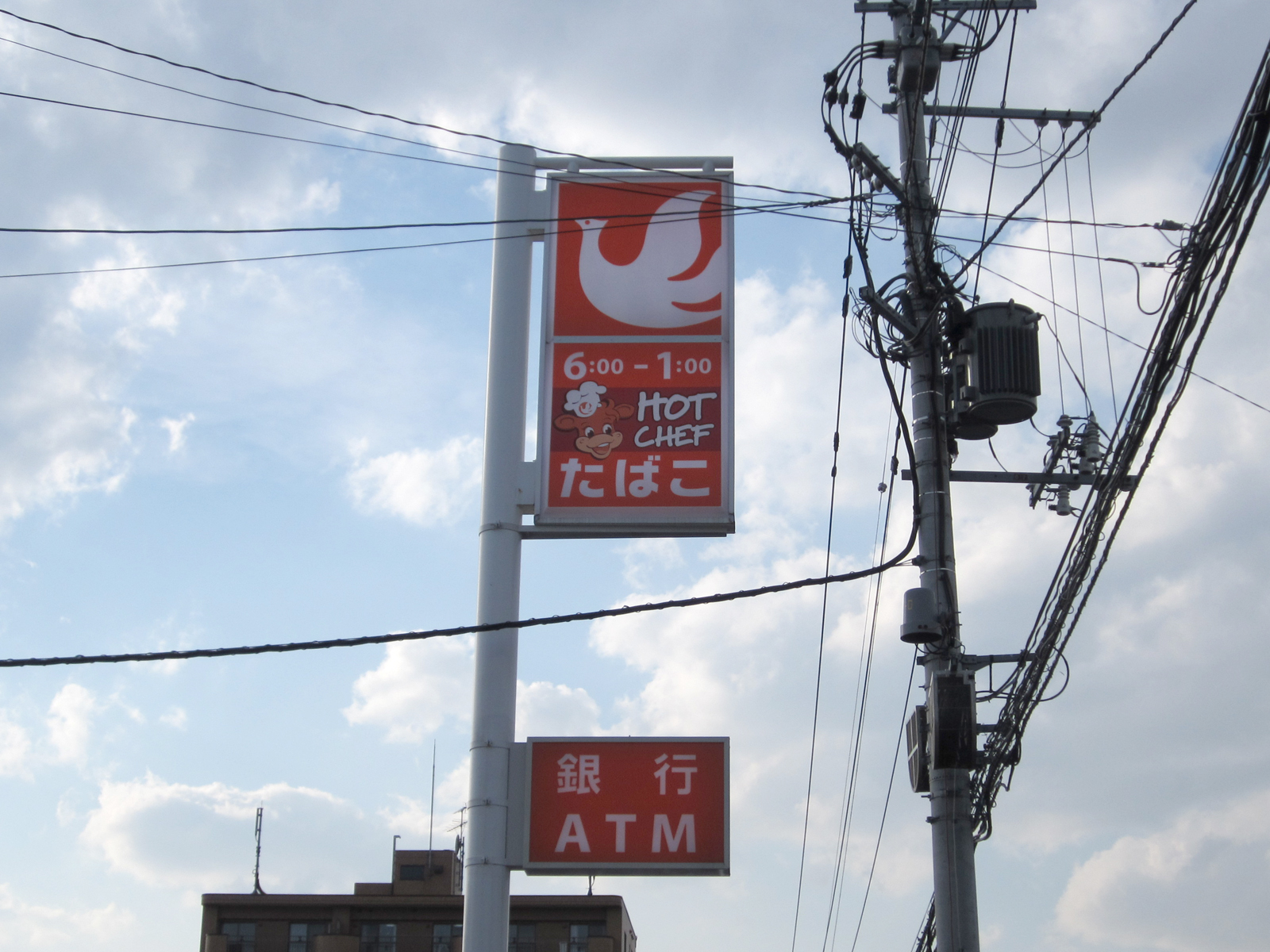
ホットシェフの表記

2019年（令和元年）8月現在で北海道845店、関東81店と、全店舗数の約半数以上で取り扱う、店員が店内の厨房で弁当・おにぎり・ホットスナック・パンを調理、調整して販売する。
離島や地方において荒天時などにより配送が途絶えた場合に備え米と冷凍の具材を用いての店内調理で食品の販売継続を可能とすべく本サービスが開発された。
日配食品と風味が異なり、保温ショーケースに作り置きを陳列するほかに、ショーケースに無い商品も注文により調理して提供する場合がある。
ホットシェフ商品の「大きなおにぎり」は、文字通りに一般商品よりも重量があり高評である。茶碗1杯分程度の米飯を使用する「超でっかいおにぎり」もある。
2013年から群馬県のセーブオンで、ホットシェフ部門を切り離して出店していたが、ブランド廃止及びローソンとのメガフランチャイズ契約に伴い終了している。

ホットシェフ商品例
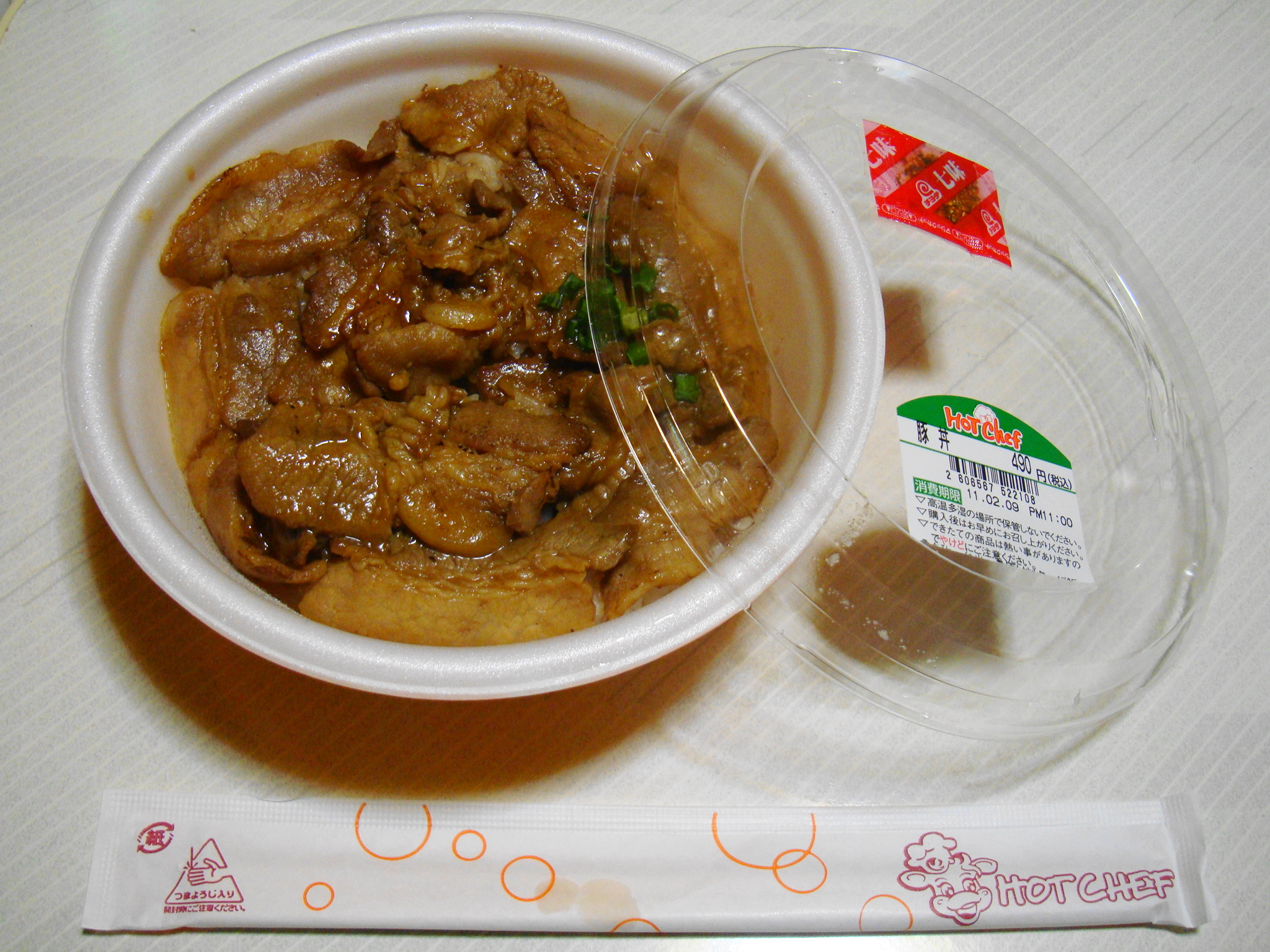
豚丼
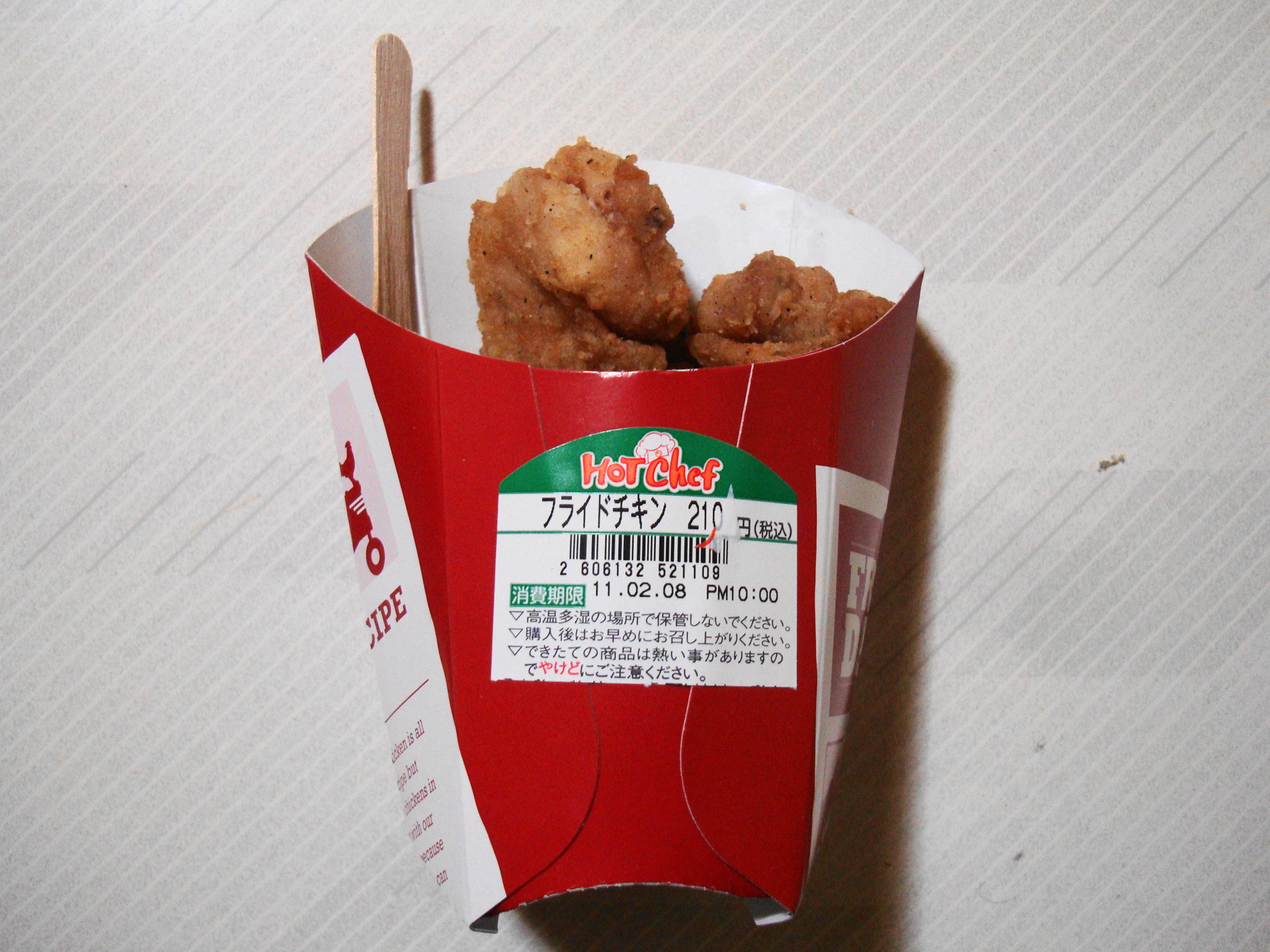
フライドチキン
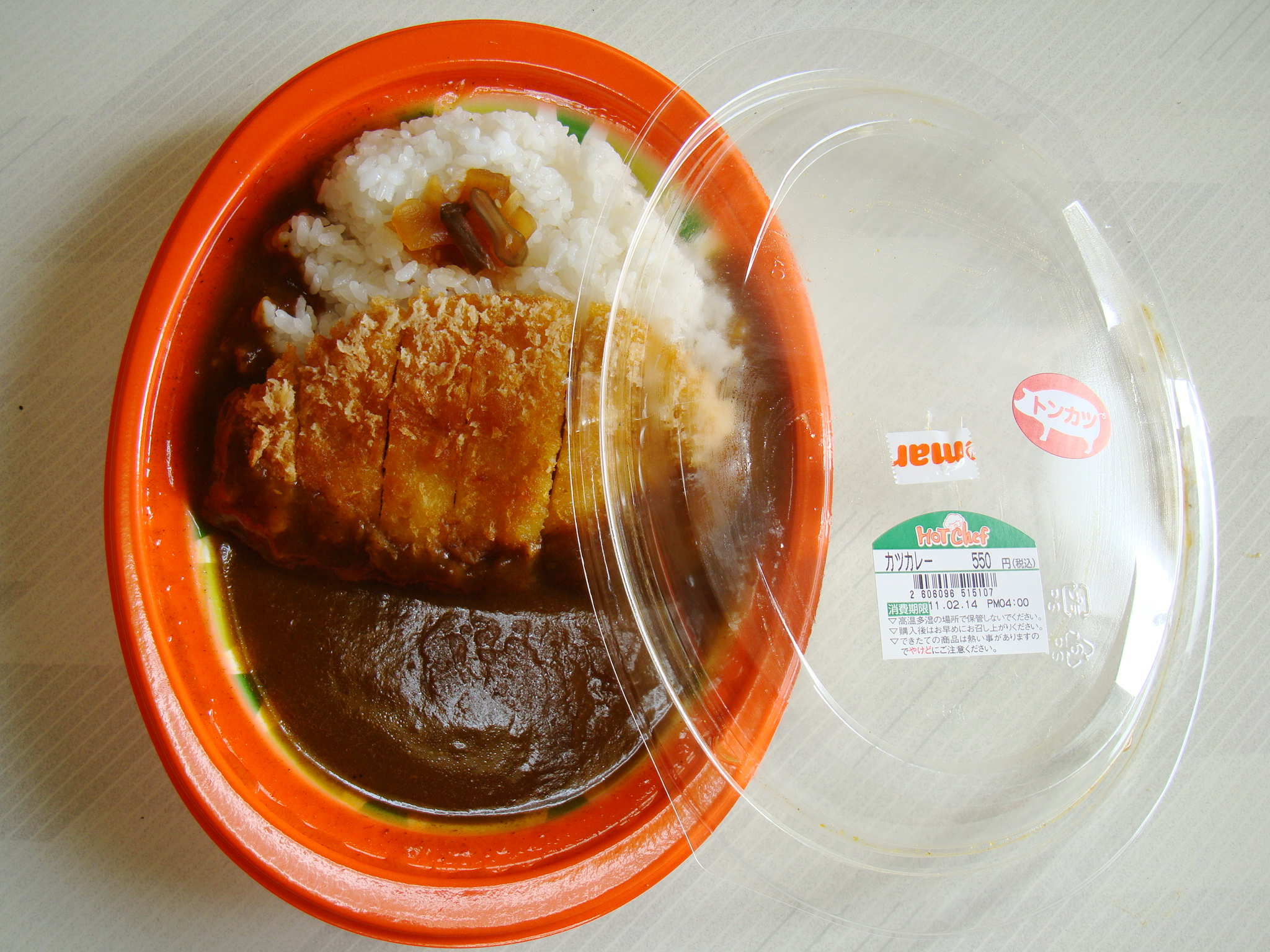
カツカレー
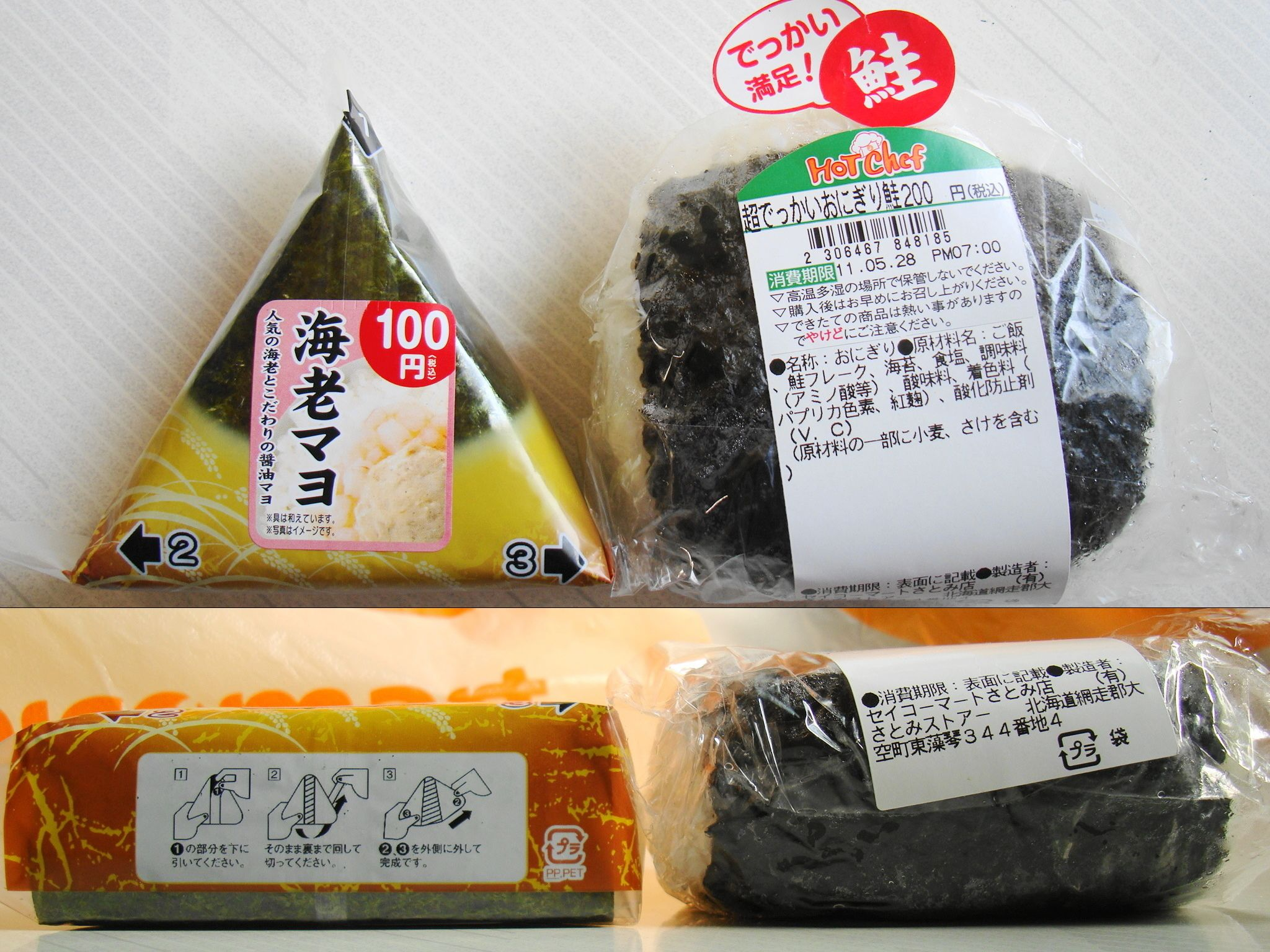
超でっかいおにぎりと日配品おにぎりの大きさ比較

## 店舗
店舗名は、他のチェーン店のように地名によるもののほか、経営者の名字・屋号・入居している施設名、およびそれらを複合させたものもあるが、現在の新規開店した店舗は全て地名・屋号・施設名のいずれかで統一されている。古い店舗においては2つ以上のオーナーの苗字が入った店名の場合もある。（例:セイコーマート中一すずきなど）また、苗字が過去に開店した店舗と重複する場合は苗字の後に地名をつける場合もある。
基本的に店舗名の末尾に「店」はつけずに「セイコーマート○○」と呼ぶが、便宜上「店」をつけて呼ぶこともある。
2023年（令和5年）7月末現在1186店舗となり、国内のコンビニでは北海道内では1位の店舗数、全国では第7位の店舗数（北海道1090店、関東地区96店）。

### 北海道地区
北海道内では最多の店舗数で、2010年（平成22年）10月時点で道内のコンビニの39パーセントにあたる。売上高では以前は道内首位はセブン-イレブンであったが、持株会社化に伴い非公表となったため現在は不明。セブン-イレブンやローソン等の大手チェーンが進出していない道内末端の地方にも積極的に店舗を展開している。宗谷総合振興局管内の一部・留萌振興局管内の一部・上川総合振興局管内の一部（日本海側は初山別村以北・内陸は音威子府村以北・オホーツク海側は猿払村）はセイコーマートのみが出店している。
2014年11月下旬に赤平市、12月上旬に乙部町、同月下旬に初山別村へ出店することが決定し、北海道スパー（当時、現：ハマナスクラブ）を含めたグループとして道内店舗網は174市町村になり、セイコーマート・ハマナスクラブの出店がない市町村は幌加内町、月形町、浦臼町、神恵内村の4自治体のみとなる。南富良野町では2022年にFC店舗が閉店した後、2023年に直営店舗が再出店した。また、月形町についてはセイコーマートが1986年7月に出店したものの2000年から2001年ごろに閉店したという経緯があるため、全くの未出店というわけではない。幌加内町と神恵内村にはコンビニの出店自体がない。

### 地域密着型店舗（ミニ・セコマ）
他店と同様の営業形態では収益が見込めない小規模商圏へは、営業時間の短縮による人件費抑制、店舗運営費の自治体一部負担など低コスト運営を条件に、閉店したスーパーマーケット（Aコープ）を改装した「東滝川店」（滝川市東滝川地区）を皮切りに、「上渚滑店」（紋別市上渚滑地区）、買い物難民対策として自治体からの依頼を受けて出店した「小清水道の駅店」（小清水町浜小清水地区）が、ミニ・セコマと称した地域密着型小規模店舗として2017年（平成29年）中に開店した。

### 他チェーンとの提携
北海道函館市周辺に14店舗を展開する地場コンビニの株式会社ハセガワストア、北海道根室市内に3店舗を展開する地場コンビニの株式会社タイエーは業務提携もしくは傘下の関係にあり、後述のセイコーマートクラブカードを共通利用できるほか、「ホットシェフ」を取り扱う一部の道内店舗では、ハセガワストアやタイエーの「やきとり弁当」と同一商品が併せて販売されている。
北海道スパーからブランドが変わったセイコーフレッシュフーズのハマナスクラブではセコマのプライベートブランドの取り扱いがある。

#### 北海道ファミリーマート
ファミリーマートの筆頭株主である伊藤忠商事と、セイコーマートの子会社である食品・酒類卸のセイコーフレッシュフーズとは従前より資本関係があり、道内に店舗を持たなかったファミリーマートとはDVD仕入れや歳暮商品取り扱いなどで提携関係にあった。2006年（平成18年）、ファミリーマートと丸ヨ西尾は合弁でエリアフランチャイズの北海道ファミリーマートを設立し、同年7月に第1号店を札幌市に開店、北海道へ進出することとなった。今後はセイコーマートの既存の店舗網や流通網と、ファミリーマートの全国ブランド力を生かし、すでにコンビニ過密状態と言われる北海道で両チェーンとの共存共栄をはかっていくこととなる。
しかし2015年3月26日、ファミリーマートは北海道ファミリーマートの共同出資の1社であるセイコーフレッシュフーズとの合弁契約を解消すると発表、全75店舗中27店舗をセイコーマートへ譲渡することになった。

### 本州（埼玉・茨城）
本州では地場系コンビニチェーンや酒販店が業態変更をして、セイコーマートのフランチャイズ入りする形で店舗展開を行い、現在は関東エリアとして茨城県と埼玉県に店舗を展開している。関東地区は業態変更したフランチャイズ会社がセイコーマート店舗に携わってきたが、2000年（平成12年）までに札幌のセイコーマート直轄の埼玉・茨城地区担当部門（水戸市）による運営に移っている。
関東エリア店舗は、駅や商店街から遠く離れた郊外の住宅地や幹線道路沿いに点在しており、道内と違い市街地中心部は店舗を構えていない所が特徴である。
埼玉県内は近年閉店した店舗が複数あり、縮小傾向がみられたが、隣接する茨城県の工場に近い荒川以東の旧埼玉県地域を中心に、さいたま市で2016年（平成28年）5月26日に「さいたま今羽店」がファミリーマートさいたま今羽町店の跡地に、2018年1月には久喜市で「久喜下早見店」がセーブオンの跡地に、2019年2月には加須市で関東エリアでは珍しい市街地中心部で駅徒歩圏になる「加須向川岸店」がファミリーマートの跡地に新規開店するなど、従来の店舗は地場コンビニの事業を引き受けて開店していたのに対し、近年は既存チェーン店の居抜き店舗を利用して新規開店する傾向となり、後述する茨城県内同様に出店が拡大している。
茨城県内では、筑西市や土浦市にある一部店舗が閉店するものの、小美玉市で2012年（平成24年）4月13日に「茨城空港前店」が、近年でも古河市で2022年（令和4年）11月22日に「古河駒羽根店」がデイリーヤマザキ跡地に、境町では同年9月28日に町内2店舗となる「境長井戸店」がセブンイレブン跡地に新規開店するなど、前述の埼玉県同様に既存チェーン店の居抜き店舗を活用している。さらに前述の茨城空港前店は存続した上で、2022年（令和4年）3月10日に空港ターミナル内のファミリーマート跡地に「エアポート茨城店」をオープンさせている。近年は土浦市にも工場を設けて供給体制を整え、店舗運営もほとんどの店舗がフランチャイズからグループ直営に切り替え、こうした経営努力が一時は減少していた関東地方の店舗数を増加させた。
東京都内に店舗は進出していないが、地区事務所と配送センターが存在し、セコマ商品をセイコーマートや関東の他社スーパー、ウエルシアに配送している。
茨城県では、かつては関東発祥の旧ホットスパーコンビニエンスネットワークス（後のココストアイースト、現在はファミリーマートに吸収合併）と競合していて、酒販の充実さや店内調理の「コ・コ・デ・キッチン」の提供をはじめ、出店地域（茨城・埼玉）と立地位置（郊外住宅地・ロードサイド）がセイコーマートと酷似していた。2016年8月まであったセコマ傘下の「北海道スパー」と2008年3月まで関東に存在した「ホットスパー」では、店舗面積などの条件が異なっており、看板ロゴ以外の共通項は無い。
2003年（平成15年）までは滋賀県、京都府、兵庫県南西部、鳥取県東部にも別会社によって店舗を展開していたが、これらの店舗は一部の例外を除き、ファミリーマートへ譲渡された。
取扱商品や店舗レイアウトは北海道店舗と殆ど同じであるが、一部商品（デザート類、北海道限定商品など）は取り扱っておらず、弁当類は土浦市に所在する北燦食品関東工場で製造されたものが販売されているなど、細部では異なる。
この他にも2013年11月に同業他社であるセーブオンの新店舗にホットシェフ導入やダイマル乳品・京極製氷の製品取扱いを公式に明らかにしている。

## サービス

### ポイントカード

#### クラブカード
2000年に、日本国内のコンビニで初の本格的なフリークエント・ショッパー・プログラム（FSP）である「セイコーマートクラブカード」を道内店舗に導入し、2001年に関東地区店舗にも展開した。買い物金額に応じたクラブポイント加算や指定商品の値引きなど、上位顧客の購買動向の情報収集に効果を上げている。2007年度までは店舗に設置のマルチメディアキオスク端末「クラブステーション」で値引き指定商品毎に値引きクーポン券を発券するサービスがあったが廃止され、替わりにPOSレジで対象商品をスキャンすると自動的に値引きされる方式へ統合された。
加算・累積されたポイントは日用雑貨といった景品の引き換え限定で使用可能であり、商品券への引き換えや買物代金に充当するといった使い方は出来ない。2013年に会員数が400万人を突破した。

#### 楽天ポイントカード（予定）
2018年6月、楽天との提携により「楽天ポイントカード」を導入予定であることが発表された。税抜200円ごとに1ポイントの付与となる予定とされていたが、以降は新たな発表がなく、2024年12月現在も導入には至っていない（楽天グループの各キャッシュレス決済で楽天ポイントを貯めることはできる）。

### レジクーポン
店舗によっては販促活動として、パンやおにぎり・弁当などを購入すると、同じ製品を対象としたレジクーポンが発券される場合がある。

### レジ袋
プラスチックごみの削減を進めている経済産業省などの意向により、2020年7月1日から小売業者において、レジ袋の有料化が開始されたが、セイコーマートでは顧客の利便性を考慮し、本規制の対象外となる30%のバイオマス原料を使用したレジ袋を採用した上でレジ袋の無料配布を継続している。

### カード決済

#### 提携クレジットカード
2004年より、JCBと提携しクレジットカード機能を加えた「セイコーマートクラブカードプラスArubara」の展開を開始している。申込にあたっては予め店舗でクラブカードの会員へ入会し、カードプラス申込書に裏面の会員番号（バーコード番号）の記入が必須である。このカードはリボルビング払い専用カードの「JCB Arubara」をベースにしている。
ポイントサービスは、クラブカードポイントが積算される形態であり、セイコーマート以外のJCB加盟店で200円につき1クラブポイントが積算される。セイコーマートでクレジットで支払う場合は100円につき1クラブポイントになる。カード裏面にクラブカードのバーコードが印字されており、店舗での会計時やクラブステーションでポイント照会などの際に非クレジットのクラブカードと同じ用途で使用する。
2006年9月1日発行分からQUICPayが搭載された一体型カードとなっている。2010年（平成22年）10月から関東エリア店舗でも入会申込書の配布を開始した。

#### 他社クレジットカード
道内店舗、関東エリア店舗ともに、JCB、Visa、AMEX、MasterCard、日専連。

### 電子決済
- QUICPay
  - 2005年（平成17年）10月から札幌市内の10店舗で試験導入の後、2006年（平成18年）9月から札幌市内全店と江別市、北広島市、石狩市、当別町、函館市、苫小牧市、美唄市の一部の店舗でサービスを開始した。2010年（平成22年）10月末までに全店で利用可能となった。
- iD
  - 2010年（平成22年）6月14日から札幌市内の11店舗に先行導入。2010年（平成22年）10月末までに全店で利用可能となった。
- 楽天Edy
  - 当初は札幌全日空ホテル内の全日空ホテル店（現・ANAクラウンプラザホテル札幌内の北3条店）でのみの取り扱いであったが、2011年（平成23年）6月から全店で利用可能となった。
- SAPICA
  - 札幌市内の店舗にて2011年（平成23年）11月28日から取り扱い開始[57][58]。現在は北海道外を含めて札幌以外の店舗でもSAPICAが利用できる。
- 交通系電子マネー
  - 北海道内の全店舗にてKitaca、関東地区の全店舗にてSuica電子マネー（旧Suicaショッピングサービス）をそれぞれ2012年（平成24年）3月26日から取り扱い開始[広報 11][広報 12]。現在は、全国相互利用により全店舗でKitaca・Suica・TOICA・ICOCA・SUGOCA・PASMO・nimoca・はやかけん・manacaが利用可能である。ただしPiTaPaは利用出来ない。チャージは2014年1月20日から対応している[広報 13]。
- WAON
  - かつては道央自動車道の樽前サービスエリア（閉店）、野幌パーキングエリアに出店する店舗でのみ利用可能だったが、2017年7月25日から全店で利用可能となった[59]。
- Pecoma（ペコマ）
  - 2018年10月から開始した電子マネー。クラブカードのポイント機能を搭載し、店内でペコマの電子マネーチャージができる。また、アプリを使った「ペコママネー払い」もできる。クラブカードを持っている人なら今まで溜まったポイントをPecomaに引き継いでの利用が可能となっている。
- PayPay
  - 2019年3月25日から全店で利用可能となった[60]。
- 楽天ペイ
  - 2019年4月8日から全店で利用可能となった[61]。
- au PAY
  - 2019年4月9日から全店で利用可能となった[62]。
- メルペイ（コード決済）、d払い
  - 2020年2月26日から全店で利用可能となった[63][64]。
- 銀行Pay、J-Coin Pay
  - 2020年4月22日から全店で利用可能となった。銀行Payは「ほくほくPay」として導入されたが、ほくほくPayのコード決済機能は2024年5月31日をもって終了した[65][66][67]。
- atone
  - 2021年7月29日より全店で利用可能となった[68]。
- QUOカード、QUOカードPay
  - 2022年11月9日から全店で利用可能となった[69]。
- AEON Pay
  - 2024年10月17日から全店で利用可能となった[70]。非イオングループのコンビニでは初導入。
- （終了）LINE Pay
  - 2018年12月25日から全店で利用可能となった[71]。2025年4月30日までに終了した[72]。
- （終了）Origami Pay
  - 2019年4月22日からパセオ店を除く全店で利用可能となった[73]。Origami Payサービスの終了に伴い、コード決済機能は2020年4月28日22時に終了した[74]。

### コンビニATM
- 道民のATM（北海道銀行ATM）[75] - 北海道内の一部店舗。稼働時間は店舗営業時間に準ずる（メンテナンスによる停止あり）。
- 北洋銀行店舗外ATM - 西町北20丁目店、北広島白樺店（いずれも北洋銀行支店の跡地に建てられたため、ATMのみが残されている。）
  - かつては札幌市内2店舗（南9条店、流通センター店）にも設置されていた（後述のイーネットと北洋銀行の提携に伴いイーネットATMに置き換えられた後、BankTime→道民のATMに再置き換え）。
- 稚内信用金庫出張所 - 稚内市内4店舗（みどり店、南稚内店、大黒店、さの末広店）
- JAバンクATM - 美唄共練店のみ（JAびばいが経営）[注釈 10]
- 常陽銀行ATM - 茨城県の一部店舗（那珂後台店[76]、常陸大宮野口店[77]、日立滑川本町店[78]、行方山田店（店舗外））のみ

2018年まで札幌圏を中心とする北海道の一部の店舗にイーネットATM（管理銀行は北海道銀行・北洋銀行のいずれか）が、同年から2024年までは北海道の主要都市を中心にBankTime（りそな銀行・北海道銀行共同管理）がそれぞれ設置されていた。

### 宅配
- ゆうパック - 2006年（平成18年）3月1日から。同日付でそれまでのヤマト運輸との提携解消。

### 料金収納
- バーコードが印字され、取扱箇所にセイコーマートの記載がある払込票各種[79]。

## 店舗例ギャラリー

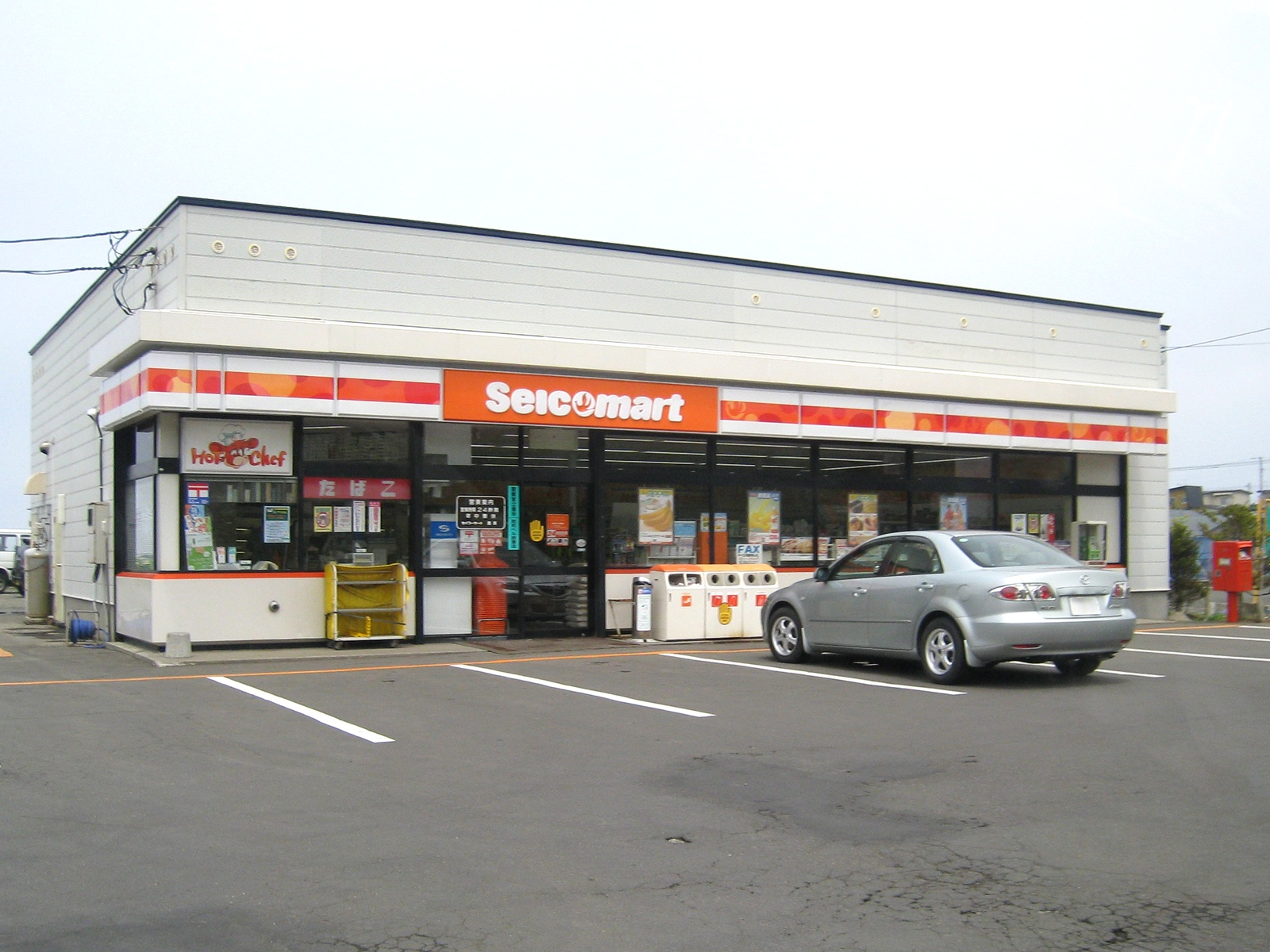
セイコーマート西浜（根室市）
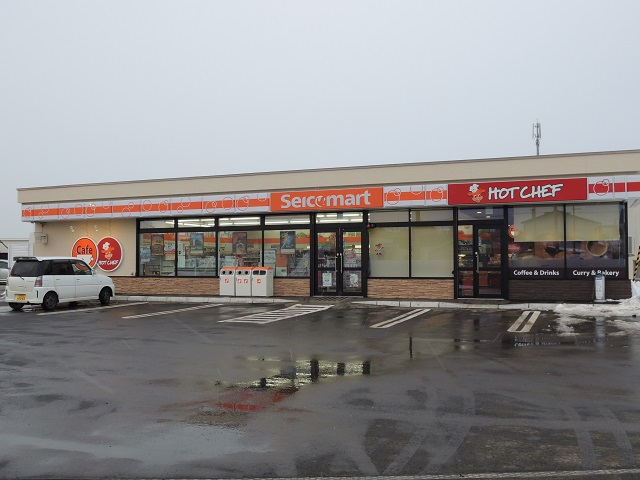
セイコーマート根室西浜（根室市）
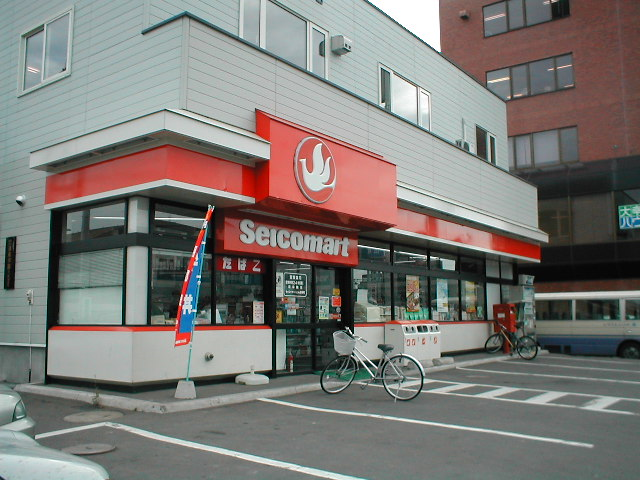
セイコーマートとん田東町（北見市）（現在はとん田西町に移転した）
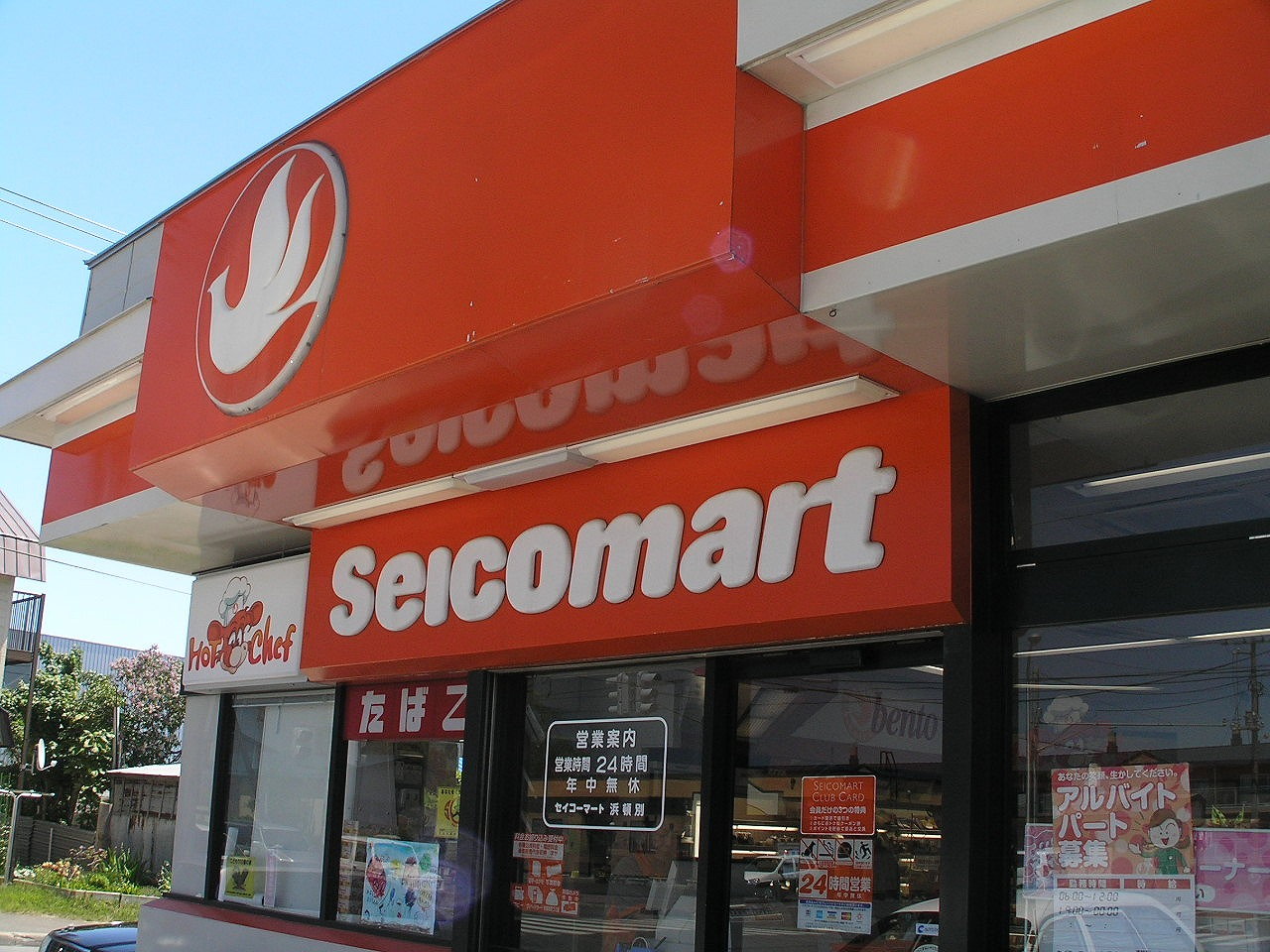
セイコーマート浜頓別（枝幸郡浜頓別町）
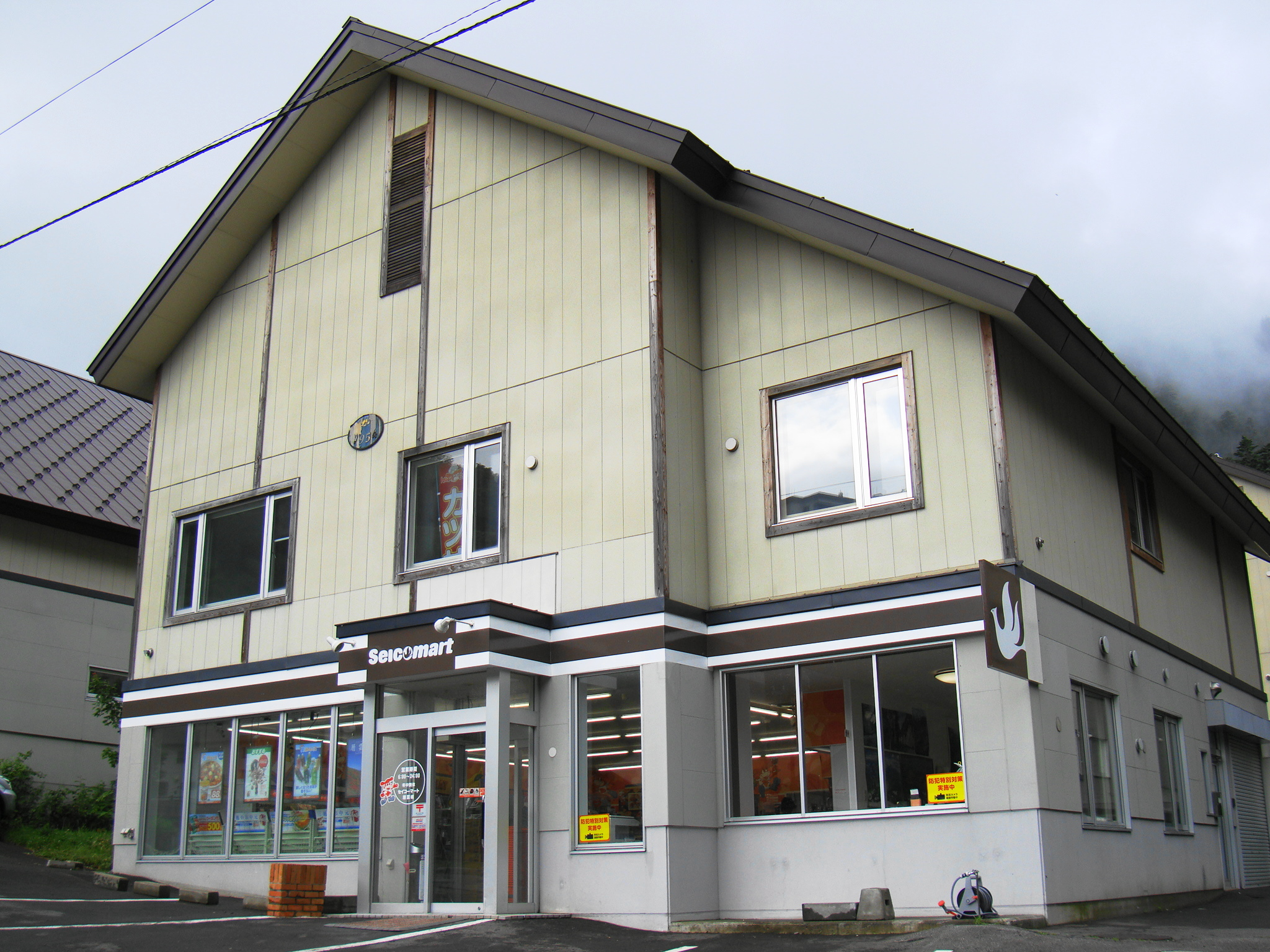
セイコーマート層雲峡（上川郡上川町）
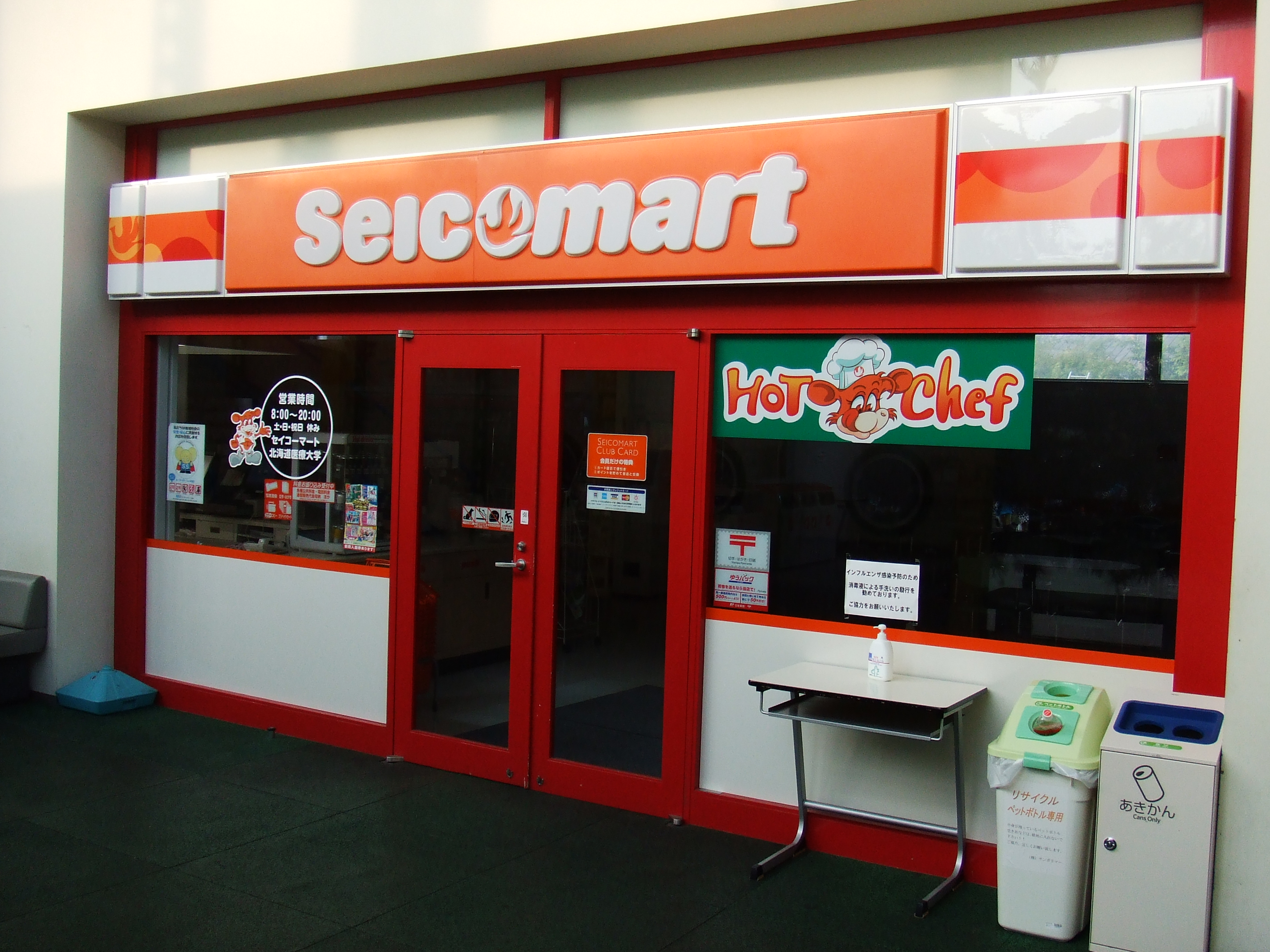
セイコーマート北海道医療大学（石狩郡当別町）
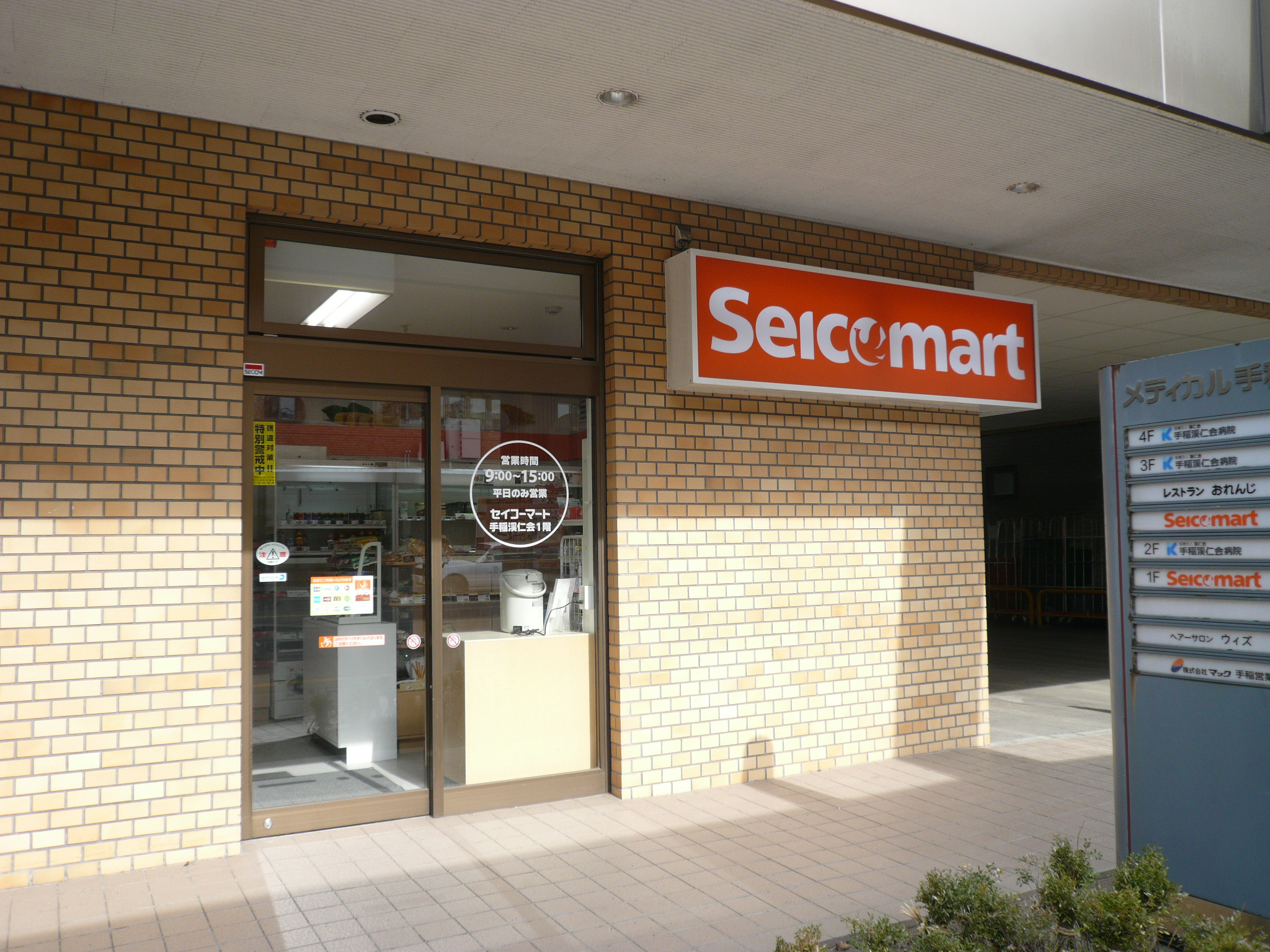
セイコーマート手稲渓仁会1階（札幌市手稲区）
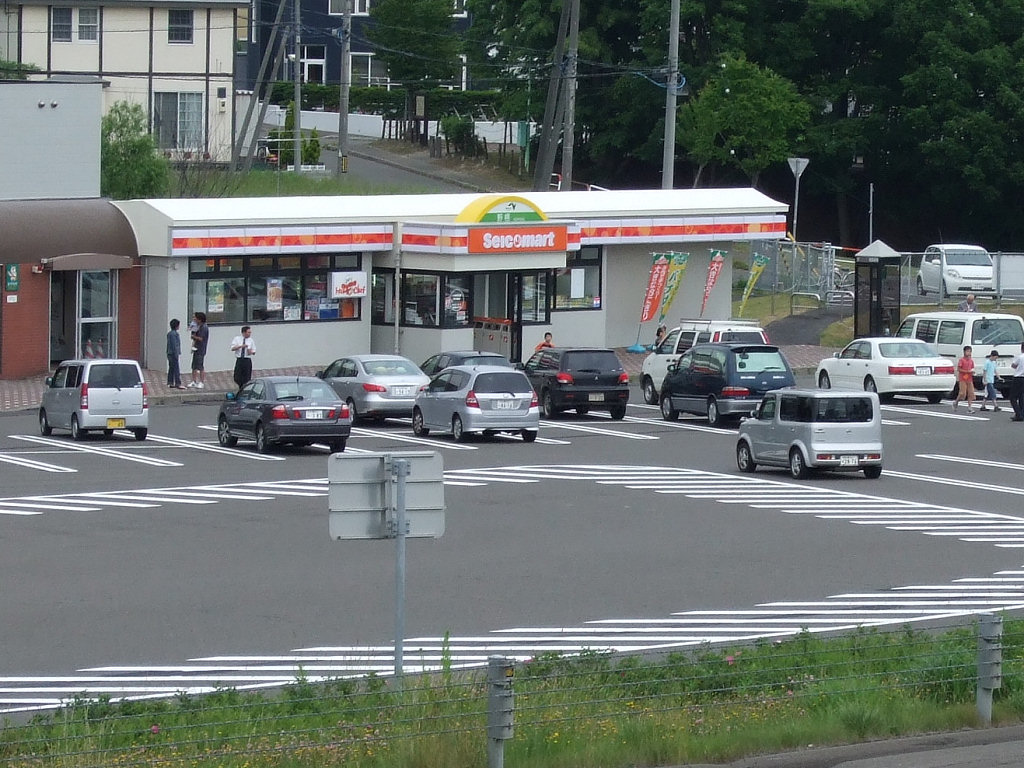
セイコーマート野幌PA（下り）（江別市）
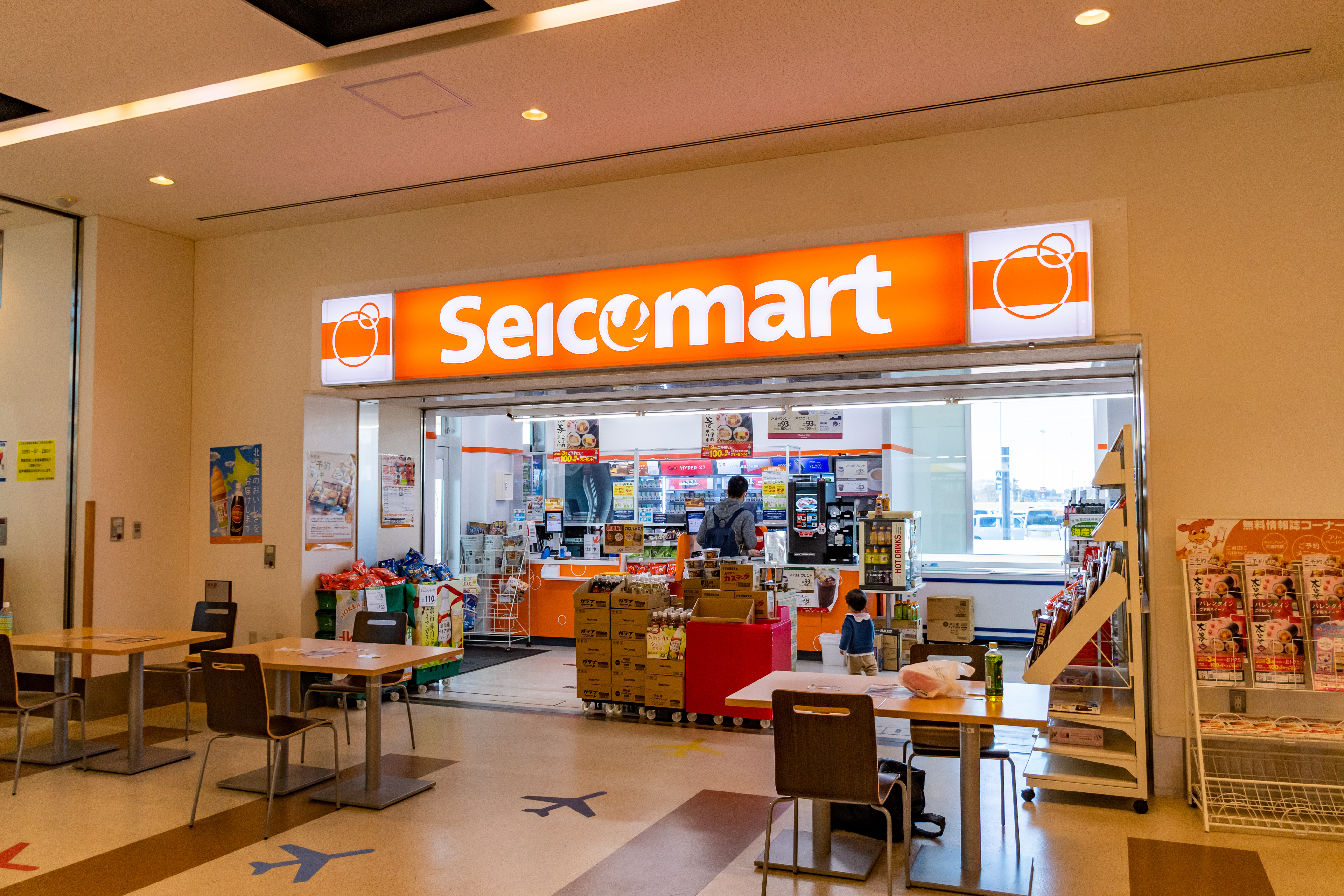
エアポート茨城店（茨城県小美玉市）

## 関連会社

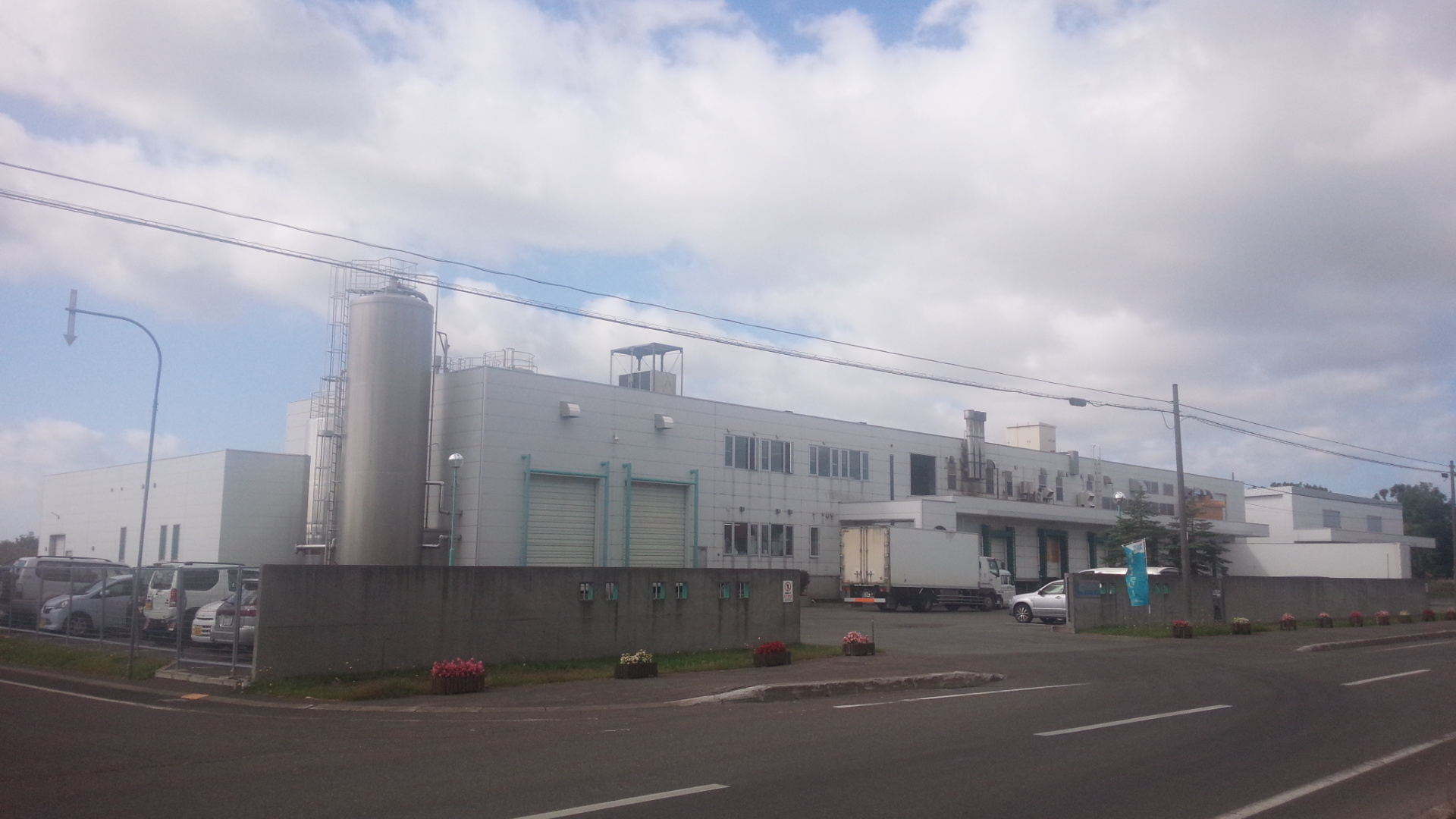
「セイコーマートオリジナル牛乳」等を製造する豊富牛乳公社の工場

- 株式会社セイコーフレッシュフーズ - セイコーマート創業者である西尾長光が営んでいた1895年（明治28年）創業の卸売業。旧社名：丸ヨ西尾。かつては北海道ファミリーマートの株式の51パーセントを保有する親会社でもあった。札幌市白石区の大谷地配送センターが代表的な拠点の一つ。セコマグループ店舗向けの取引が大半であることを理由に、2009年（平成21年）3月よりセイコーフレッシュフーズに社名を戻す（2002年（平成14年）に丸ヨ西尾と同社名の企業が合併したが、元の社名に戻す）。ワインの輸入者。2015年（平成27年）に協立乳品（株）のフローズン物流事業を統合。この統合により3温度帯のフルライン物流化を達成。2016年から北海道スパーを引き継いだハマナスクラブのボランタリー本部となる。
- 北燦食品株式会社 - 総菜・サンドウィッチ類の日販品製造発売会社。
- 北香 - 漬物類製造・青果加工
- 北嶺 - 水産物加工
- シェフグランノール - 洋菓子の製造
- 株式会社ハセガワストア
  - 株式会社タイエー
- セイコーシステムエンジニアリング - システム保守・開発
- セイコーリテールサービス株式会社 - 直営店舗の運営。以前はファミリーマートの道内一部店舗を運営していたが、セコマグループとの提携解消により全店舗セイコーマートに転換している。
- 株式会社セコマキャッシュサービス（旧・協立乳品株式会社）- レンタル事業
- 株式会社豊富牛乳公社 - 牛乳・乳製品製造
- ダイマル乳品 - 冷菓製造
- 京極製氷 - 水・氷製造
- 丸吉梅沢製麺 - 麺類製造
- 北菱フォト - 写真プリント・現像
- 株式会社北栄ファーム - 野菜生産

### かつてのグループ企業
- 北海道スパー株式会社 - 北海道におけるスパーのボランタリーチェーン本部。スパーとの契約が満了し、セイコーフレッシュフーズ運営のハマナスクラブに転換し消滅。
- 株式会社モーリス - 北海道コカ・コーラボトリング株式会社に売却。
- 三栄製菓 - シェフグランノールに吸収合併。事業所名をシェフグランノール平和通工場と改名する。

## テレビ番組
- 日経スペシャル カンブリア宮殿 北の大地で40年･･･ 大手コンビニでも勝てない地域の御用達！ 「開いてて良かった」これがホントの"最強コンビニ"（2012年2月2日、テレビ東京）[80]

## 提供番組

### 北海道ローカル

#### テレビ
- どさんこワイド朝（札幌テレビ放送・毎週月 - 金曜 5時20分頃 - 5時50分頃）
- STV天気予報（札幌テレビ放送・毎週月曜日と水曜日 21時54分 - 22時00分）
- めざましテレビ（北海道文化放送・毎週水曜 6時10分 - 8時）

#### ラジオ
- カーナビラジオ午後一番!（北海道放送（HBCラジオ）・毎週月 - 木曜 12時00分 - 16時、12時35分頃「YASUの大盛りごちソング」の提供）
- 吉川のりお スーパーLIVE（STVラジオ・毎週水曜 16時00分 - 17時55分、17時55分頃「新鮮!発見!セイコーマート」の提供）
- 道新ヘッドラインニュース（AIR-G'・毎週月 - 金曜 11時55分 - 12時）
- 加藤さんと山口くん（STVラジオ・毎週日曜 9時30分 - 10時）
- グッチーのGood Friday!（北海道放送（HBCラジオ）・毎週金曜 12時00分 - 17時30分、12時35分頃「セイコーマートpresents ランチタイム洋楽リクエスト!」提供）

### 過去
テレビ
- さんまのまんま（北海道文化放送・金曜 19時 - 19時30分時代に提供）
- 朝ズバッ!（北海道放送）
- あさチャン!（北海道放送・毎週水曜 7時 - 8時、7時35分過ぎにTBSと同一のネットスポンサーが外れた後から7時50分頃まで提供）

ラジオ
- GOGO RADIO（FM NORTHWAVE・毎月最終水曜 12時00分 - 15時30分、12時20分頃「HOT”1”セイコーマート」の提供）

他にFM NORTHWAVEにて毎週月 - 金曜 14時のTIME PASSAGEに提供していた。

## その他
- 北海道を象徴するものとされ、鈴井貴之監督作品『man-hole』などの映画や、『北の国から』などのドラマ、『銀の匙 Silver Spoon』などのアニメ（レジ袋のみ）、ゲームなどにも登場する。ヤングチャンピオン烈（秋田書店）に連載中のバイク漫画『ばくおん!!』でも北海道ツーリングに欠かせない店として紹介されており、登場人物がセイコーマートで購入したお弁当で朝食をとるシーンが描かれている。新潟県上越市がモデルの『魔法少女育成計画』では登場人物のアルバイト先にセイコーマートが登場するが、新潟県内にセイコーマートは存在しない。
- 来店時に店員が「いらっしゃいませ。セイコーマートへようこそ」と挨拶するルールがあったが、「基本的な挨拶の徹底」を目的に2019年6月中旬から「セイコーマートへようこそ」の文言を廃止した。
- 店内BGMは「食べることは美味しいこと」（歌・YASU）、「ワインを飲もう」「Spring has come to you」「君がいれば」「very merry christmas」などがある。
- 1972年から1981年頃の店舗のロゴマークには、オレンジではなく青色が使われており、不死鳥マークも、現在のものとは異なるデザインであった[81]。
- ホットシェフの看板に描かれているキャラクターの名前は、セイちゃん。なお、現在のセイちゃんは2代目である。
- 1981年 - 1996年ごろまでは、他のコンビニでも例がないファザード部分が大きく出っぱった看板が採用されていた。